# A21 (motorväg, Belgien)

A21 (Belgien)

A21 är en motorväg i Belgien som går mellan Antwerpen och gränsen till Nederländerna. Motorvägen går via Turnhout. Denna motorväg är en viktig länk mellan Antwerpen och Nederländerna.